# Hougang United FC
El Hougang United FC es un equipo de fútbol de Singapur que juega en la Liga Premier de Singapur, la primera división de fútbol del país.

## Historia
Fue fundado en el año 1998 con el nombre Marine Castle United por un grupo de aficionados del Newcastle United FC como miembro de la Liga Premier de Singapur donde en sus primeras cuatro temporadas estuvo ubicado en los lugares de la parte baja de la tabla de posiciones.
En 2002 el club es refundado como Sengkang United en la que jugó dos temporadas donde en ambas finalizó en octavo lugar y desaparece al finalizar la temporada 2003. En 2005 el club vuelve a ser refundado como Paya Lebar Punggol donde solo hicieron cuatro puntos en su primera y única temporada con ese nombre, ya que pasó a llamarse Hougang United para mejorar su condición financiera, pasando a jugar en el Hougang Stadium.
En noviembre de 2014 se fusiona con el Woodlands Wellington, mejorando su nivel al punto de terminar en tercer lugar de la Liga Premier de Singapur y con ello la clasificación a la Copa AFC 2020, su primera aparición en una competición internacional.

## Participación en competiciones de la AFC
| Temporada | Torneo  | Ronda   | Club             | Casa      | Visita    | Global   |
| --------- | ------- | ------- | ---------------- | --------- | --------- | -------- |
| 2020      | AFC Cup | Grupo F | Lao Toyota FC    | Cancelado | 1–3       | 3° Lugar |
| 2020      | AFC Cup | Grupo F | Hồ Chí Minh City | 2–3       | Cancelado | 3° Lugar |
| 2020      | AFC Cup | Grupo F | Yangon United    | Cancelado | 1–0       | 3° Lugar |
| 2022      | AFC Cup | Grupo I | Phnom Penh Crown | 1-0       | 1-0       | 2° Lugar |
| 2022      | AFC Cup | Grupo I | Viettel          | 2-5       | 2-5       | 2° Lugar |
| 2022      | AFC Cup | Grupo I | Young Elephants  | 3-1       | 3-1       | 2° Lugar |